# Вдовина лепта

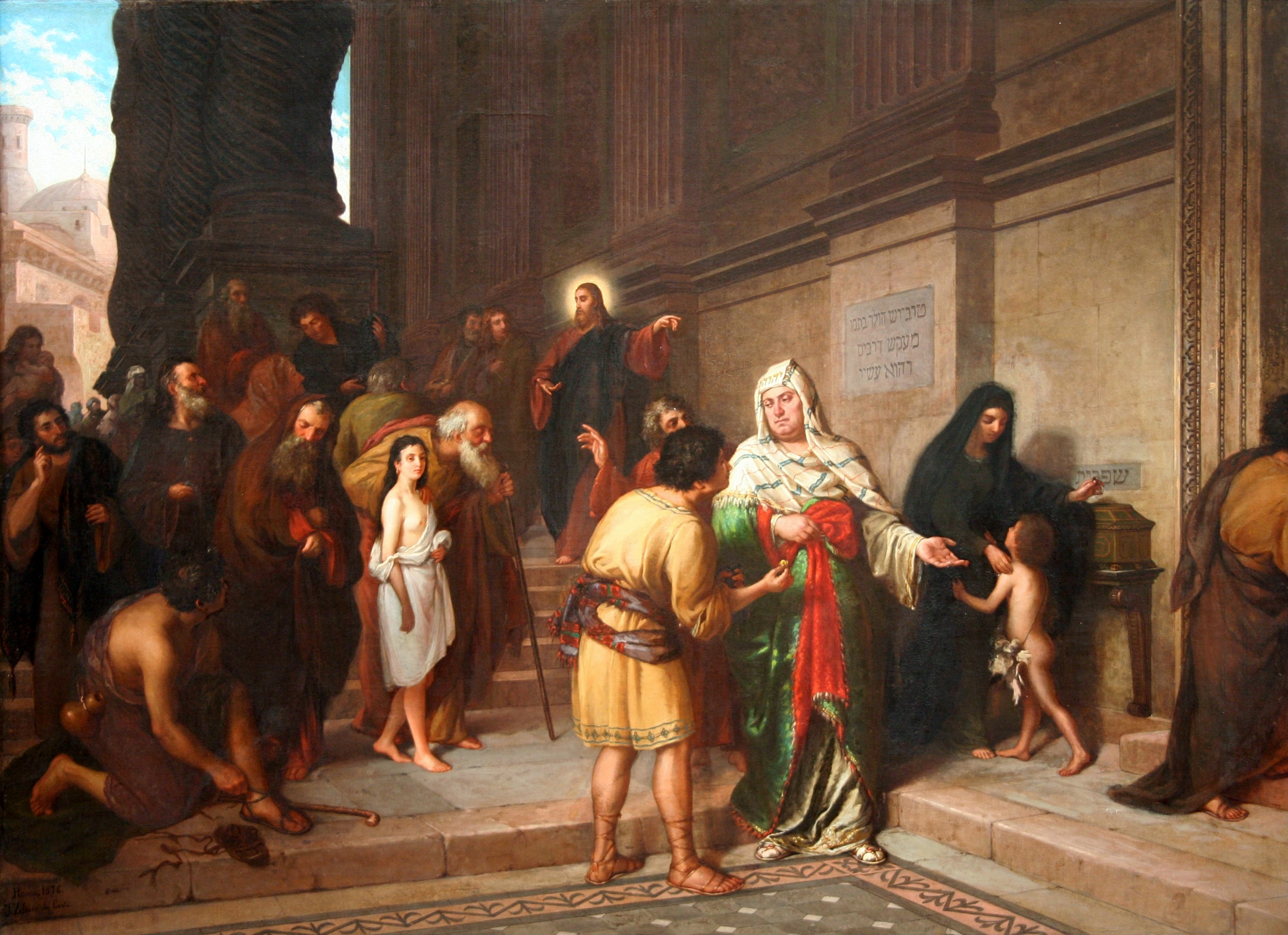
Жуау (Жуан) Зеферіну да Кошта «Обол (лепта) вдови». 1876

Вдови́на ле́пта (вдови́чина ле́пта) — вираз із Біблії, що став крилатим. В сучасній інтерпретації вираз — «внести свою лепту» означає: зробити посильний внесок в якусь справу.

## Генезис поняття

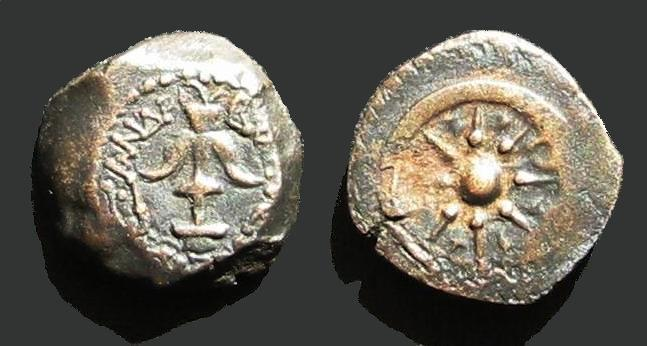
Лепта

Лепта — це дрібна, розмінна монета в грецькомовному світі. Перекладається, як «малий», «тонкий». В даному випадку мались на увазі найдрібніші римські монети, що так називались в регіонах Римської імперії, де була поширена грецька мова.

Опис цієї відомої історії міститься в (Мр. 12:41-44) і в (Лк. 21:1-4). Ісус Христос разом зі своїми учнями сидів навпроти скарбниці храму та дивився, як люди кидали мідні монети до скарбниці. Заможні люди жертвували багато монет, а бідна вдова змогла пожертвувати тільки дві лепти. Побачивши це Ісус промовив до своїх учнів: 
|  | ... Поправді кажу вам, що ця вбога вдовиця поклала найбільше за всіх, хто клав у скарбницю. Бо всі клали від лишка свого, а вона поклала з убозтва свого все, що мала, — свій прожиток увесь...(Мр. 12:43-44) |

В даному випадку Ісус Христос оцінював не пожертвування саме по собі, а те чим людина може пожертвувати заради Господа.

## Образ вдовиної лепти в культурі
У російської поетеси другої половини XIX століття Ольги Чюміної є поезія під назвою «Вдовина лепта».

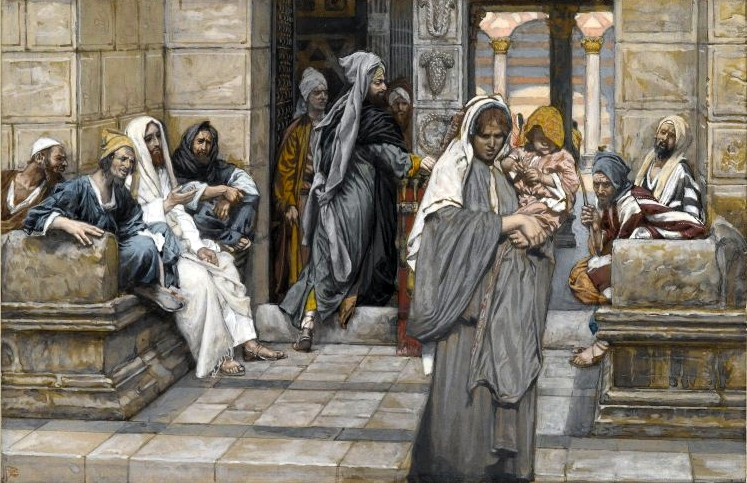
Джеймс Тіссо «Вдовина лепта»

У Олександра Пушкіна є така цитата у вірші «Мордовину»: 
|  | Вдовицы бедный лепт и дань сибирских руд Равно священны пред тобою. |

Біблійна історія послужила сюжетом картин Жуау Зеферіну да Кошта «Обол (лепта) вдови» (1876), Джеймса Тіссо «Вдовина лепта», що написана між 1886 та 1894 роками, Лудовіко Мацоліно фреска «Мойсей і скрижалі закону» (1525-1530) з елементом сюжету про вдовину лепту праворуч.